# 甘肃省妇女联合会
甘肃省妇女联合会（简称甘肃省妇联），成立于1950年10月，是中华人民共和国甘肃省妇女儿童工作者组成的人民团体，接受中共甘肃省委和全国妇联的双重领导。

## 历史沿革
1949年10月25日，中共甘肃省委在兰州成立妇女(工作)委员会（简称省妇委）。时任省委副书记孙作宾兼任妇委书记。
1950年5月6日，省委决定由省妇委会筹建甘肃省民主妇女联合委员会，刘杰任筹委会主任。同年10月21日至26日，甘肃省第一次妇女代表大会在兰州召开，选举产生第一届执行委员会，选出执委43人、常委15人。这标志着甘肃省民主妇女联合会（简称甘肃省民主妇联）的正式成立。
1954年4月，成立中共甘肃省民主妇女联合会党组，李磊任党组书记。
1954年8月，宁夏省并入甘肃省，宁夏妇联与甘肃省妇联合并。1957年10月，改称甘肃省妇女联合会。
1966年文化大革命开始后，甘肃省妇女联合会的工作陷入瘫痪。1968年9月4日，甘肃省革命委员会批准成立甘肃省妇联领导小组。1969年被撤销，同时甘肃省革委会政治部设立妇女组，代行妇联工作。
1973年7月，召开全省第五次妇女代表大会，标志着甘肃省妇女联合会的正式恢复。

## 组织机构
内设机构
- 办公室
- 组织部
- 宣传部
- 妇女发展部
- 权益部
- 家庭和儿童工作部
- 机关党委

直属事业单位
- 甘肃省妇女儿童服务中心
- 甘肃省妇联网络及新媒体中心
- 甘肃省妇联保育院
- 甘肃省妇联第二保育院

所属社会组织和企业
- 甘肃妇女儿童发展基金会
- 甘肃现代妇女出版传媒有限公司

## 历届执委会

### 第一届
- 任期：1950年10月－1953年1月
- 主席：刘杰
- 副主席：陈桂云、马竹轩

### 第二届
- 任期：1953年1月－1955年8月
- 主任：刘杰
- 副主任：李磊、马竹轩、策仁娜姆

### 第三届
- 任期：1955年8月－1959年10月
- 主任：李磊（1955年8月－1956年4月）
- 第一副主任：马竹轩
- 第二副主任：策仁娜姆
- 第三副主任：金允诚（1955年8月－1958年8月）

### 第四届
- 任期：1959年10月－1966年5月
- 主任：陈楚平
- 副主任：马竹轩、策仁娜姆、孟林

### 第五届
- 任期：1973年7月－1978年7月
- 主任：李磊
- 副主任：李如阁、包凤莲、吴杰、单秀、孟林（未到职）、黄伟、王紫英（1976年8月任）

### 第六届
- 任期：1978年7月－1983年7月
- 主任：之一（1978年7月－1982年7月） → 童若兰（1982年7月－1983年7月）
- 副主任：赵凤霞、王珑、庞一娟

### 第七届
- 任期：1983年7月－1988年7月
- 主任：童若兰
- 副主任：梁淑凤、庞一娟（1983年7月－1986年5月）、江亦曼、赵凤霞、王珑（1983年7月－1984年8月）、穆端敏（1986年5月－1988年7月）

### 第八届
- 任期：1988年7月－1993年7月
- 主任：廖世伦（1988年7月－1992年8月） → 孙兆霞（1992年12月－1993年7月）
- 副主任：孙兆霞（1988年7月－1992年8月）、赵风霞（1988年7月－1990年7月）、穆端敏（1988年7月－1992年7月）、王素银（1990年4月－1993年7月）、朱雪明（1992年12月－1993年7月）、雷水贤（1992年12月－1993年7月）

### 第九届
- 任期：1993年7月－1998年7月
- 主席：孙兆霞
- 副主席：王素银（1993年7月－1995年3月）、高葆英（兼）、穆端敏、朱雪明、雷水贤、崔玉琴（1995年12月－1998年7月）

### 第十届
- 任期：1998年7月－2003年7月
- 主席：雷水贤

### 第十四届
- 任期：2018年8月－
- 主席：周丽宁（2018年8月[4]－2020年1月） → 黄爱菊（2020年4月[5]－）
- 副主席：董晓玲、李娟、王方、马东平